# Houston Person
Houston Person (né en 1934) est un saxophoniste ténor américain de jazz.

## Biographie

### Jeunesse
Houston Person naît en 1934 à Florence dans l'État de Caroline du Sud. Sa mère joue du piano à la maison et l'encourage très tôt à étudier cet instrument. Mais il se constituera davantage de former son oreille musicale plutôt que de s'entraîner régulièrement au clavier. Alors qu'il est au lycée, son père lui offre pour Noël son premier saxophone. Il entreprend des études au South Carolina State College et y est membre d'un groupe dirigé par le saxophoniste Aaron Harvey, ancien membre des Carolina Cotton Pickers ainsi que Tiny Bradshaw, qui à travers leurs conseils lui permettront de mieux maîtriser son instrument.
Après trois ans d'étude au South Carolina State, il est envoyé faire son service militaire en Allemagne. À cette occasion il joue dans un club d'Heidelberg et y fait la rencontre du trompettiste Don Ellis, du pianiste Cedar Walton, du batteur Lex Humphries et des saxophonistes Eddie Harris, Lanny Morgan et Leo Wright. 
De retour, il poursuit des études au conservatoire de Hartford et à New York.

### Carrière musicale

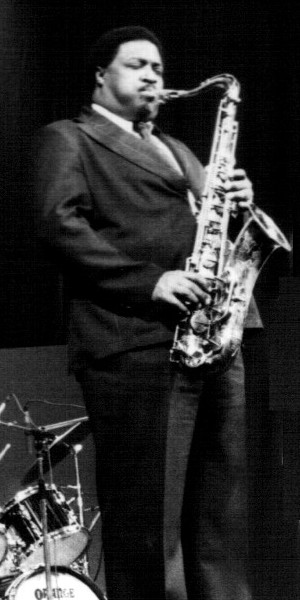
Houston Person à Paris en 1980.

Il est engagé par l'organiste Johnny « Hammond » Smith pour jouer dans son groupe, avec lequel il réalise une tournée et collabore de 1963 à 1966. Avec Smith il enregistre quelques disques pour le label Prestige. Il quitte ensuite Smith pour diriger son propre groupe, un trio avec orgue comprenant le pianiste Sonny Phillips et le batteur Frankie Jones. Avec son trio il sillonne les États des États-Unis en compagnie de l'organiste Jimmy Watson, à ses côtés depuis 1969 et du batteur Frankie Jones (1966). Pour Prestige, Person enregistre environ une dizaine d'albums.
En 1973, il accompagne la chanteuse Etta Jones, une longue collaboration qui s'achèvera à la mort de la chanteuse en 2001.
À partir de 1976, le groupe enregistre successivement pour les labels Muse, Savant et High Note du producteur Joe Fields.
En 1984, Houston Person est présent à la Grande Parade du Jazz à Nice. Person effectue des enregistrements pour de nombreux musiciens notamment le pianiste Horace Silver (That Healin' Feelin' en 1970), l'organiste Charles Earland (Black Talk! en 1969), Shirley Scott (Oasis en 1989) ou encore en compagnie du contrebassiste Ron Carter en 1989 sur l'album Something in Common.
Au cours des années 2000, il poursuit ses enregistrements notamment avec des chanteurs comme pour Barbara Morrison sur Live at the Dakota (2005), Carol Sloane (Whisper Sweet en 2003) ou Joey DeFrancesco en 2004 sur l'album Plays Sinatra His Way.

## Style
À ses débuts, Houston Person trouve son inspiration dans le jeu du saxophoniste Gene Ammons. Person a une sonorité volumineuse, pleine de chaleur. Philippe Carles écrit dans le Nouveau Dictionnaire du jazz qu'il est un « moderne rythme-and-bluesman au son velouté, voire légèrement hérissé, se complaisant dans le registre aigu et point trop volumineux ».

## Récompenses
En 1982, il est récompensé par un Eubie Blake Jazz Award.

## Discographie
- Underground soul (1966, Prestige)
- Chocomotive (1967, Prestige)
- Trust in Me (1967, Prestige)
- Blue Odyssey (1968, Prestige)
- Soul dance (1968, Prestige)
- Goodness! (1969, Prestige)
- The Truth (1970, Prestige)
- Person to Person (1970, Prestige)
- Houston Express (1971, Prestige)
- Broken windows, empty hallways (1972, Prestige)
- Sweet buns and barbecue (1972, Prestige)
- The real thing (1973, Eastbound)
- '75 (1974, Westbound)
- Get outa my way (1975, Westbound)
- Stolen sweets (1976, Muse)
- The Big Horn (1976, Muse)
- Pure pleasure (1976, Mercury)
- Harmony (1977, Mercury)
- Wild Flower (1977, Muse)
- The nearness of you (1977, Muse)
- The Gospel soul of Houston Person (1978, Savoy)
- Suspicions (1980, Muse)
- Very Personal (1980, Muse)
- Heavy juice (1982, Muse)
- Always on my mind (1985, Muse)
- The talk of the town (1987, Muse)
- Basics (1987, Muse)
- We owe it all to love (1988, Baseline)
- Something in Common (1989, Muse)
- The Party (1989, Muse)
- Now's the time! (1990, Muse) avec Ron Carter
- Why Not (1990, Muse)
- The Lion and his pride (1991, Muse)
- Christmas with Houston Person and Friends (Muse, 1994)
- Person-ified (1996, High Note)
- The Opening Round (Savant, 1997)
- My Romance (1998, High Note)
- Soft Lights (High Note, 1998)
- In a sentimental mood (High Note, 2000)
- Dialogues (High Note, 2000) avec Ron Carter
- Blue Velvet (High Note, 2001)
- Sentimental Journey (High Note, 2002
- Social Call (High Note, 2003)
- To Etta with Love (High Note, 2004)
- All Soul (High Note, 2005)
- Just Between Friends (High Note, 2005)
- Thinking Of you (High Note, 2007)
- Mellow (High Note, 2009)